# Cephalotes oculatus
Cephalotes oculatus är en myrart som först beskrevs av Maximilian Spinola 1851.  Cephalotes oculatus ingår i släktet Cephalotes och familjen myror. Inga underarter finns listade.